# Курбанов, Сатлык
Сатлык Курбанов — советский хозяйственный, государственный и политический деятель, Герой Социалистического Труда.

## Биография
Родился в 1924 году в селе Тазегала. Член КПСС с 1960 года.
С 1939 года — на хозяйственной, общественной и политической работе. В 1939—1982 гг. — колхозник, бухгалтер, бригадир хлопоководческой бригады колхоза имени Калинина Тельманского района Ташаузской области.
Указом Президиума Верховного Совета СССР от 20 февраля 1978 года присвоено звание Героя Социалистического Труда с вручением ордена Ленина и золотой медали «Серп и Молот».
Умер после 1982 года.